# 3597 Kakkuri
A 3597 Kakkuri (ideiglenes jelöléssel 1941 UL) a Naprendszer kisbolygóövében található aszteroida. Liisi Oterma fedezte fel 1941. október 15-én.